# Mnais andersoni
Mnais andersoni е вид водно конче от семейство Calopterygidae. Видът не е застрашен от изчезване.

## Разпространение
Разпространен е във Виетнам, Китай, Лаос, Мианмар, Провинции в КНР, Тайван и Тайланд.